# Nao

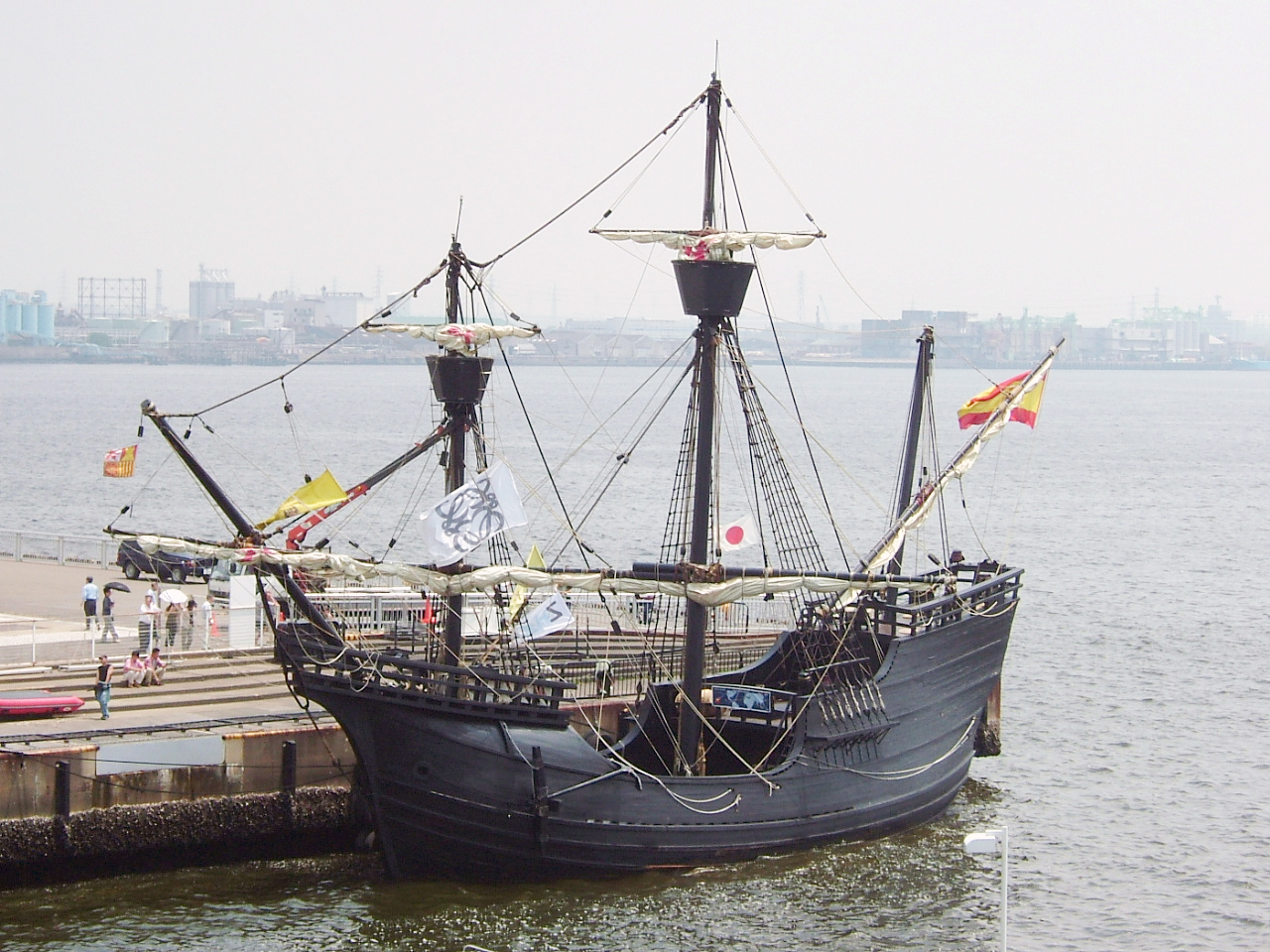
Réplica de la nao Victoria, la única de las cinco naves de Magallanes que retornó a España en 1522, siendo la primera en circunnavegar el globo terrestre.

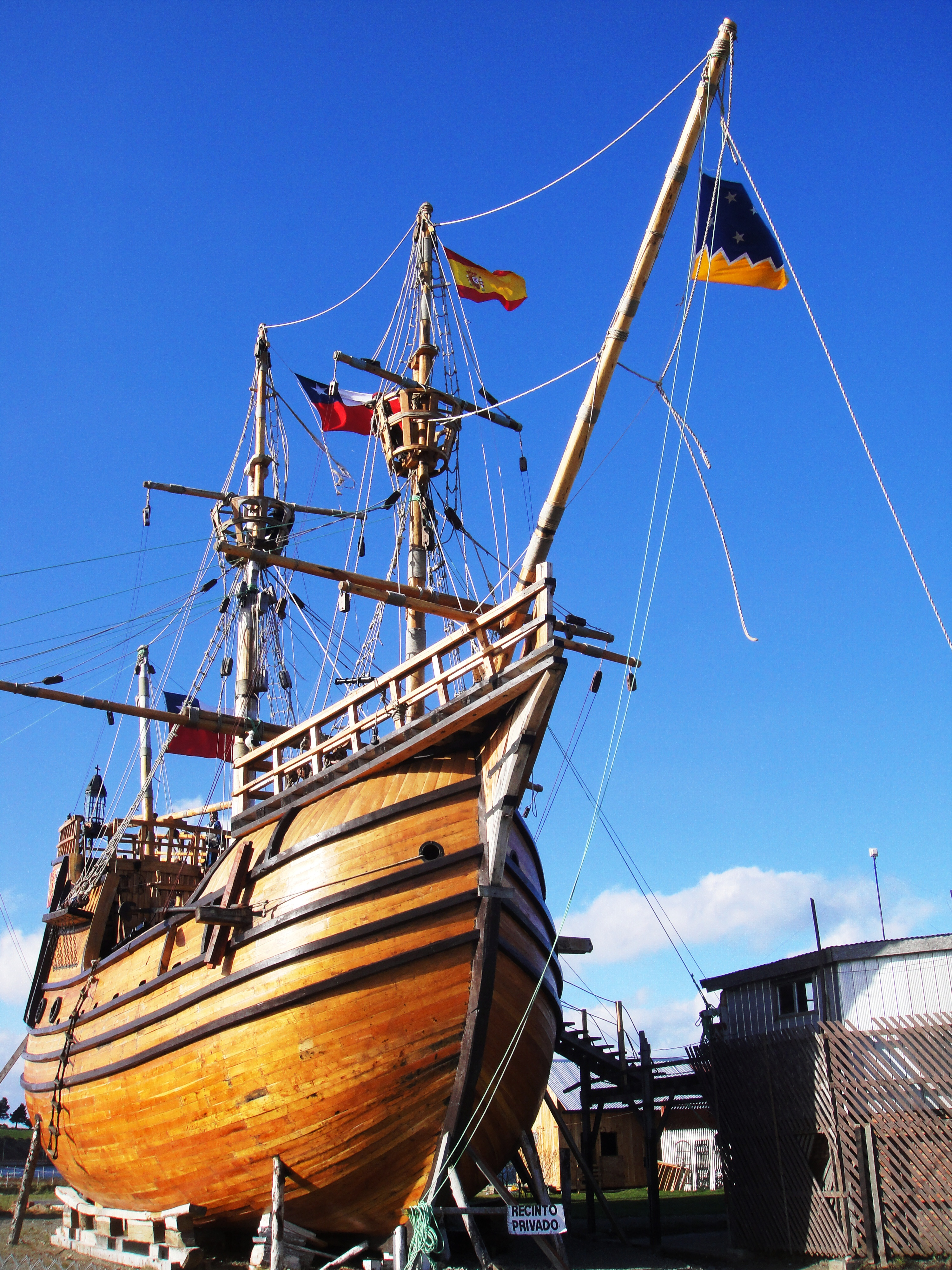
Réplica de la nao Victoria en la ciudad de Punta Arenas.

La palabra nao (del latín navis, 'navío', a través del catalán nau) ha tenido en el castellano de siglos pasados, sobre todo los siglos XIV, XV, XVI y XVII, la acepción genérica de «nave» o «barco», refiere especialmente aquellas embarcaciones dotadas de cubierta y velas pero no dotadas de remos. En los siglos XIV, XV y primera mitad del XVI, la palabra se refirió también a un tipo más concreto de buque que se distinguía por tener un elevado francobordo, tres mástiles dotados de velas cuadras y castillos en proa y en popa. Del mismo modo que en el siglo XV naos y carracas ya habían reemplazado a las cocas medievales, en la segunda mitad del siglo XVI, galeones, urcas, pinazas y filibotes ya habían reemplazado a naos y carracas.
Las naos son una evolución de las cocas medievales, barcos mercantes de casco redondo y un solo mástil con vela cuadrada. Las cocas, a su vez, eran lo que los vikingos habían desarrollado para los knarr, sus barcos mercantes. Hacia el siglo XIII, cuando el período vikingo ya había terminado desde hacía más de dos siglos, las cocas europeas empezaron a adquirir un nuevo adelanto técnico: el timón de codaste, que reemplazaba al timón de espadilla, utilizado hasta entonces desde la naos de los siglos XIV y XV. 
Se caracterizaron por heredar tres de las características de las cocas: casco redondo, timón de codaste y castillo de popa, pero a diferencia de las cocas llevaron uno o dos mástiles más: trinquete –a menudo en caída, es decir ligeramente inclinado hacia delante–, mayor y mesana, además del bauprés, que se proyectaba del castillo de proa. La diferencia entre carabela y nao se encuentra en que las carabelas tenían un francobordo más bajo, usaban velas latinas (triangulares, aunque algunas carabelas castellanas tuvieron velas cuadradas) y, aunque tenían castillo de popa, no tenían castillo de proa. En naos y carracas el francobordo era más elevado, las velas eran cuadradas y tenían un castillo tanto a popa como a proa.

## Características de la nao

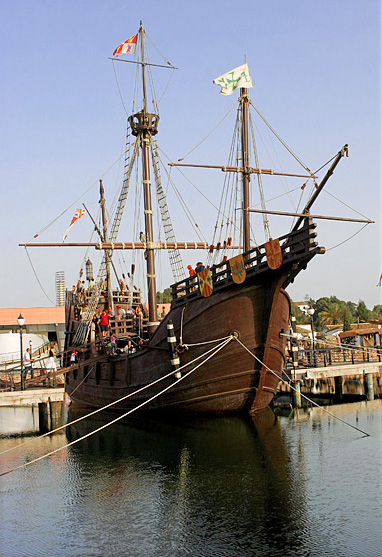
Réplica de la Santa María en el Muelle de las Carabelas, La Rábida, Palos de la Frontera.

La relación eslora/manga era aproximadamente 3/1. Naos y carracas estaban dotadas de castillo de popa.
Las naos desplazaban entre 100 y 500 toneladas. Estas cifras son una conversión aproximada de las unidades de la época en las unidades actuales (antiguamente se medía el tamaño de una nave por el número máximo de toneles que podía transportar mientras que hoy en día se mide la máxima masa de agua, en toneladas métricas, que puede desplazar el casco del buque). El que la conversión sea aproximada se debe a que el tonel era una unidad de volumen y no de masa. Además, en el siglo XV, el valor en volumen del tonel como unidad de medida de barcos cambiaba de un país a otro e incluso de un puerto a otro. En su cuaderno de bitácora Cristóbal Colón, por ejemplo, utilizaba el tonel sevillano. En referencia a la nave capitana de Colón, la Santa María, José María Martínez-Hidalgo y Terán (antiguo director del Museo Marítimo de Barcelona y jefe de proyecto de la construcción de dos réplicas de la nao de Colón, una en 1963 y otra en 1968) dice que esta famosa nao desplazaba 120 toneles, lo que equivale a unas 180 toneladas del actual sistema métrico decimal.
Las primeras naos (cocas a las que según la geografía se llamaba naos o naus) eran de un solo palo. Fueron evolucionando y entre mediados y finales del siglo XV acabaron por enarbolar tres palos. Los palos tenían masteleros y algunos llevaban cofas.
En el siglo XV el velamen de las carracas solía ser:
- Cebadera cuadra en el bauprés.
- Velas cuadras para trinquete y velacho.
- Velas cuadras para mayor y gavia.
- Vela latina para el mesana.

## Transformación y evolución
El descubrimiento de América dio las razones y con la consolidación de Estados Nacionales en Europa (Portugal, España, Holanda, Francia e Inglaterra), las arcas reales contaron con los fondos suficientes para construir las flotas necesarias para llevar a cabo las exploraciones correspondientes.
A diferencia de las carabelas, que fueron quedando en desuso, las naos y carracas sufrieron mayores mejoras y transformaciones hasta convertirse en un nuevo tipo de embarcación conocida como galeón, del que se dieron distintas variantes como el galeón español y el galeón inglés.

## Naos célebres
Las más conocidas son la Santa María de Cristóbal Colón (la cual suele ser confundida con una carabela) y la nao Victoria, de Fernando de Magallanes.
Menos conocidas pero muy famosas en su tiempo fueron las de Juan de Lezcano y Machín de Rentería, que en diferentes circunstancias demostraron la fortaleza de las naos ante ataques artilleros del enemigo.

## Diferencia con las carracas

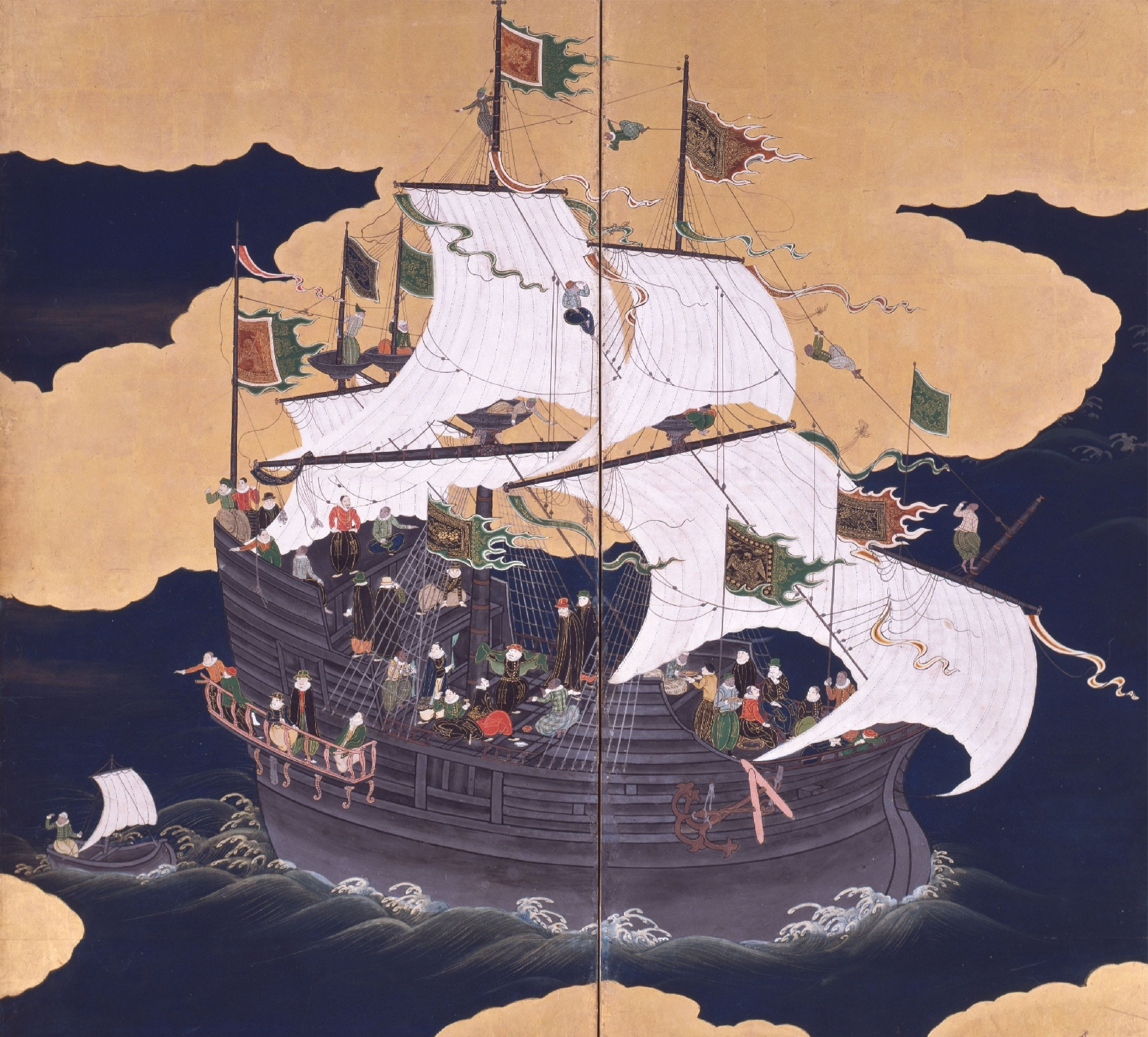
Imagen de una carraca portuguesa.

A veces se llamó naos a las carracas, o a cualquier buque, utilizando la expresión nao en su sentido general de navío o buque. Pero las naos eran también un tipo específico de buque. Aunque el casco era muy parecido de formas, el de las carracas estaba reforzado con cintones y bulárcamas exteriores de madera.
Los castillos de proa y popa eran más grandes y más elevados, con más cubiertas, en las carracas que en las naos.
Las naos solo llevaban una vela latina en el mesana, y solo llevaban cofas en trinquete y mayor. El tamaño de los tres palos de las naos no era tan diferente como en las carracas.
El tonelaje de las naos era de entre 100 y 500 toneladas. Las más pequeñas eran naos de exploración, y las mayores, de carga o guerra.
Las naos no llevaban cintones ni bulárcamas de refuerzo en el casco.

## Desarrollo
Hacia fines de la Edad Media, en especial a partir del siglo XIV, las carracas y naos ya habían incorporado más mástiles, más velamen, incluyendo velas latinas en el palo de mesana, que aunado a su resistencia y capacidad de carga las convirtieron el caballo de batalla de las rutas marítimas de comercio, sirviendo desde Islandia en el norte, las Azores en el oeste y las costas africanas, incluso el Océano Índico en el sur. Se puede afirmar que en este punto, Europa en su conjunto había logrado la supremacía mundial en construcción naval.

## La nao de China
Tras la Conquista de México y las Filipinas en el siglo XVI, España extendió sus dominios de forma global; hasta entonces, no había existido una nación tan extensa.
España estableció una ruta marítima que iba de China al puerto de Manila en las Filipinas, y de ahí al Puerto de Acapulco en la costa occidental de México.
El buque que efectuaba esta ruta era conocido como el «galeón de Manila» y también como la «nao de China». Este es un ejemplo del empleo de la palabra nao en su sentido genérico, significando navío. (En este caso, un galeón).
Cuando las historias de Marco Polo empezaron a recorrer toda Europa, las tierras incógnitas del Oriente se convirtieron en una obsesión para Occidente. Estas historias hablaban sobre una ruta enorme de comercio que abarcaba del norte de China hasta el desierto de Arabia. Esta ruta traía de oriente seda y especias, un condimento que llegó a valer más que el oro en sí. Desde entonces, y hasta que las guerras entre musulmanes y cristianos volvieron imposible el paso de las caravanas, el Camino de la Seda se extendió hasta una Europa ávida de cultura. En el siglo XV los portugueses se adueñan de la ruta de las especias que pasaba por el Cabo de Buena Esperanza, Ceilan, y otros muchos sitios hasta China y las islas de las especias, (Molucas).
Esta sería la principal ruta, la que le daría a Portugal la hegemonía mundial hasta que se inauguró la Ruta de Manila.
La travesía de la Nao de China es interesante: salía de Filipinas, subía hasta Japón para aprovechar el empuje de la corriente de Alaska que atraviesa de Asia a Alaska. De ahí tomaba la corriente de California que baja de Alaska hasta la costa occidental de México, costeando por el continente, donde había varios puertos que se habían establecido para abastecer de víveres y agua a la Nao.
La Nao llegaba finalmente al puerto de Acapulco, donde descargaba su preciosa mercancía. De ahí se llevaba una parte de la mercancía a la Ciudad de México y otra al Puerto de Veracruz para ser enviada finalmente a España. La llegada de la mercancía oriental a la Ciudad de México creó toda una tradición, pues la mercancía llegaba en mulas, y llegaba el día de la fiesta de Corpus Christi y se formaba un mercado para la venta de las mercancías orientales. Esto hacía un día muy especial en la ciudad pues eran objetos muy preciados; se creó toda una tradición, por la que los jueves de Corpus se conocían en Ciudad de México también como día de mulas, que eran los animales en los que se transportaban los objetos orientales. A pesar de que los viajes de la Nao se interrumpieron en 1815, en la Ciudad de México se sigue celebrando el jueves de Corpus como Día de Mulitas rememorando la llegada de la mercancía de la Nao de China.